# لاس کروسس (نیومکزیکو)
لاس کروسس (به انگلیسی: Las Cruces) از شهرهای ایالات نیومکزیکو آمریکا و دومین شهر بزرگ این ایالت است.
این شهر که به «شهر صلیب‌ها» نیز شهرت دارد مرکز شهرستان دونیا آنا است و ۹۷٬۶۱۸ نفر جمعیت دارد.
دانشگاه ایالتی نیومکزیکو در این شهر قرار دارد.
لاس کروسس مرکز جغرافیایی و اقتصادی دره حاصلخیز مسیا است.